# Kościół św. Piotra i Pawła w Rozgarcie
Kościół św. Piotra i Pawła w Rozgarcie – świątynia rzymskokatolicka w miejscowości Rozgart z 1890, pierwotnie mennonicka. Jest to kościół filialny parafii św. Michała Archanioła w Zwierznie.

## Historia
Obiekt został zbudowany na potrzeby gminy mennonickiej w 1890 po powodzi z 1888, która zniszczyła mennonicki dom modlitwy w Markusach.
Świątynia ma kształt neogotycki. Zbudowana jest na planie prostokąta. Ma jedną nawę z niewielkim prezbiterium. Szczyt budowli jest zwieńczony sygnaturką. Narożniki posiadają sterczyny. Kościołowi towarzyszy murowana dzwonnica.
Przy kościele znajduje się cmentarz mennonicko-ewangelicki z trzema alejami lipowymi. Obsadzono go zielenią obwiednią. Na cmentarzu zachowały się resztki stel i innych nagrobków.
Świątynia stała się kościołem filialnym parafii św. Michała Archanioła w Zwierznie.